# Super Mamie
Pour plus de détails, voir Fiche technique et Distribution.
Super Mamie  (Corn on the Cop) est un cartoon réalisé par Irv Spector et sorti en 1965.
Il met en scène Porky Pig, Daffy Duck et Mémé.